# PTAB
PTAB (ПТАБ, em russo, acrônimo de Противотанковая Авиабомба, "Bomba de aviação anti-tanque") foi uma bomba de carga moldada usada  pela VVS durante a segunda guerra mundial.

## Recursos
Graças à carga moldada de 1,5 kg, era capaz de perfurar a armadura de placas espessas, até 70 mm, tornando-o eficaz contra tanques pesados da época. O total de peso de 2,5 kg, permitiu que Il-2 pudessem levar 280 no compartimento de bombas, ou 192 em 4 compartimentos de bombas dentro de asas 48 peças cada.
Os blindados atingidos pela PTAB foram tão danificados ao ponto de não ser reparáveis, e eram abandonados no local..

## Serviço

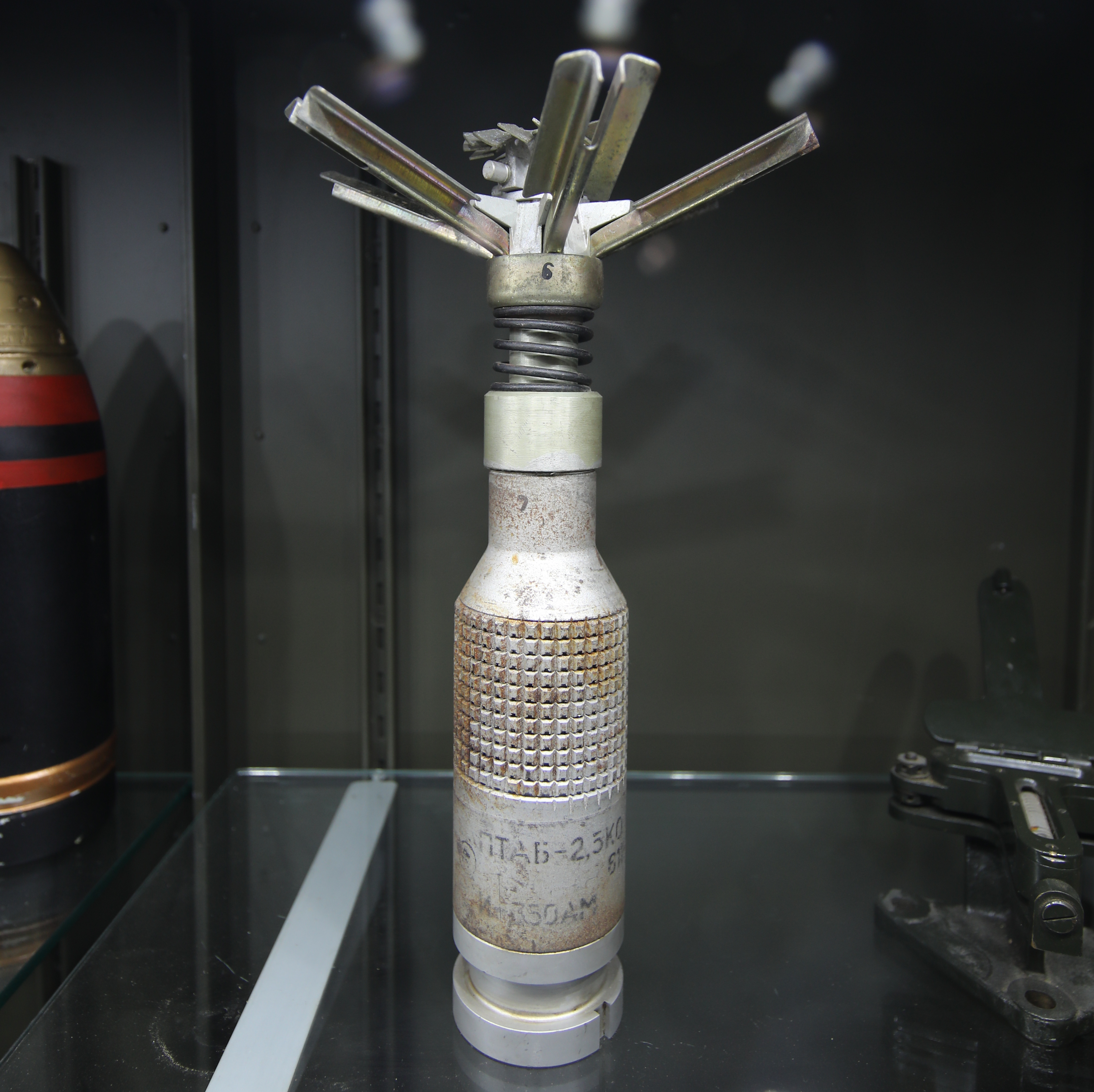
Bomba PTAB

As bombas foram utilizados, pela primeira vez, por Il-2 na batalha de Kursk.
Em vista da eficácia contra todos os tipos de armadura, o uso foi maximizado.. No final de 1943, são utilizadas 1.171.340 bombas PTAB. Em 1944, foram lançadas 5.024.822. Nos quatro primeiros meses de 1945, elas foram usadas 3.242,701.

## Itens relacionados
- SD 4 HL